# Горанов, Камен
Камен Лозанов Горанов (болг. Камен Лозанов Горанов, р.7 июня 1948) — болгарский борец греко-римского стиля, чемпион мира и Европы, призёр Олимпийских игр.

## Биография
Родился в 1948 году в селе Клисурица общины Монтана Монтанской области. В 1973 году завоевал серебряные медали чемпионатов мира и Европы. В 1974 году выиграл чемпионат Европы и занял 2-е место на чемпионате мира. В 1975 году стал чемпионом мира. В 1976 году завоевал серебряную медаль Олимпийских игр в Монреале.